# Odranci
Odranci (Adorjánháza en hongrois) est une commune située dans la région historique du Prekmurje au nord-est de la Slovénie.

## Géographie
La commune est localisée à proximité de la rivière Mur dans le nord-est de la Slovénie. Elle est située dans la région historique du Prekmurje non loin de la frontière hongroise. La région assez plate appartient à la plaine de Pannonie.

## Démographie
Entre 1999 et 2021, la population de la commune est restée stable avec une population légèrement inférieure à 2 000 habitants,.
Évolution démographique
| 1999  | 2000  | 2001  | 2002  | 2003  | 2004  | 2005  | 2006  | 2007  |
| ----- | ----- | ----- | ----- | ----- | ----- | ----- | ----- | ----- |
| 1 746 | 1 739 | 1 740 | 1 727 | 1 713 | 1 709 | 1 707 | 1 696 | 1 704 |
| 2008  | 2009  | 2010  | 2011  | 2012  | 2013  | 2014  | 2015  | 2016  |
| 1 718 | 1 674 | 1 690 | 1 693 | 1 664 | 1 637 | 1 628 | 1 651 | 1 637 |
| 2017  | 2018  | 2019  | 2020  | 2021  |       |       |       |       |
| 1 631 | 1 621 | 1 641 | 1 632 | 1 619 |       |       |       |       |